# Sisyrinchium elmeri
Sisyrinchium elmeri är en irisväxtart som beskrevs av Edward Lee Greene. Sisyrinchium elmeri ingår i släktet gräsliljor, och familjen irisväxter. Inga underarter finns listade i Catalogue of Life.